# RapeLay
RapeLay (en japonès: レイプレイ) és un eroge de rol de simulació de violacions del 2006 cap a cap a una dona i les seues filles i obligar-les a avortar. Està desenvolupat per Illusion.

## Argument
El protagonsita és un violador que s'ha fugat de la presó que pretén violar com a venjança. Viola dones, una col·legiala i una xiqueta de 10 anys. Els assalts ocorren en diversos escenaris com parcs, cases i trens i poden utilitzar-se instruments.

## Controvèrsia
Malgrat que es tenia la intenció de vendre'l solament al Japó, el 2009 s'arribà a vendre a altres països a través d'Amazon.com. Als Estats Units la National Organization for Women-New York City va fer una crida als distribuïdors perquè no vengueren el videojoc.
Keith Vaz, el polític aleshores membre del Parlament del Regne Unit i del Partit Laborista, estava en contra de la venda i existència del joc i plantejà prohibir-lo al parlament del seu país. Davant l'escàndol, Amazon el retirà del mercat.
En maig del 2009 l'organització de drets humans internacional Equality Now organitzà una campanya com a protesta.
El Grup de Pressió Europeu de Dones criticà molt negativament el videojoc. A aquest el distribuïdor respongué dient que complien la llei del Japó.
La controvèrsia suposà que fins i tot els desenvolupadors, Illusion, llevaren qualsevol al·lusió al videojoc de la seua web.
El 2010 fou prohibit a l'Argentina perquè la llei considera que incita a la violació.

### Conseqüències legals al Japó
L'organització auto-reguladora de la indústria dels videojocs per a adults Organització Japonesa d'Ètica al Programmari d'Ordinadors anuncià el 2 de juny del 2009 l'enduriment de les normes d'auto-regulació suposant la prohibició de la producció i venda de videojocs de simulació de violació. Més tard prohibí la venda de videojocs per a adults japonesos a l'exterior.